# Ōishi Seinosuke
Ōishi Seinosuke (大石誠之助?) (Shingū, Wakayama, 29 de noviembre de 1867-24 de enero de 1911) fue un médico, escritor y defensor de los derechos humanos japonés. Su vida estuvo marcada por su compromiso con los ideales socialistas y por su trágica implicación en el Incidente de la Alta Traición, un evento que lo llevó a su ejecución en 1911. A pesar de su muerte prematura, su legado perduró en la región, donde fue reconocido póstumamente por su trabajo en la promoción de la paz, la libertad y los derechos humanos. Su influencia fue clave en la configuración del pensamiento social y político en la región de Kumano durante la era Meiji, y su vida inspiró diversos trabajos literarios y análisis históricos sobre los movimientos políticos de la época.

## Biografía
Desde joven, Ōishi mostró un interés por la medicina, lo que lo llevó a estudiar en Estados Unidos, donde se matriculó en la Universidad Estatal de Oregón. Se graduó en 1895 con el título de Doctor en Medicina. Posteriormente, regresó a Japón, donde abrió una clínica en su ciudad natal.
Durante sus años de formación, Ōishi tuvo la oportunidad de viajar a varios países, incluyendo Singapur e India, donde realizó investigaciones sobre enfermedades infecciosas. Estas experiencias internacionales, junto con su encuentro con el sistema de castas en India, lo sensibilizaron sobre los problemas sociales y lo impulsaron a acercarse al socialismo. Al regresar a Japón, se involucró activamente en el movimiento socialista, colaborando con periódicos como Muro Shinpō y Heimin Shimbun, y estableciendo vínculos con figuras prominentes como Kōtoku Shūsui y Sakai Toshihiko.
En 1910, Ōishi fue arrestado en relación con el Incidente de la Alta Traición, un supuesto complot para asesinar al emperador Meiji que involucraba a socialistas y anarquistas. Aunque su implicación directa en la conspiración fue cuestionada, fue condenado a muerte debido a sus vínculos con otros involucrados en el movimiento socialista. Fue ejecutado en enero de 1911.

## Reconocimientos
A pesar de la injusticia que marcó su vida y su muerte, el reconocimiento a Ōishi creció póstumamente. En 2018, la ciudad de Shingū le otorgó el título de ciudadano honorario en reconocimiento a su legado como defensor de los derechos humanos y su influencia en el pensamiento cultural y político de la región. Este reconocimiento, que tuvo lugar en una ceremonia el 24 de enero de 2018, coincidió con el aniversario de su fallecimiento, subrayando la importancia de su figura para la identidad local y nacional.

## Obras
Además de su labor médica y activismo social, Ōishi fue un escritor prolífico. Publicó varias obras literarias bajo el seudónimo Rokutei Eishō, que abarcaban desde poemas hasta reflexiones sobre temas políticos y sociales. Entre sus obras más conocidas se encuentran La diplomacia y su apoyo y La venta forzada de la civilización, en las que abordó temas de relaciones internacionales y crítica social. También exploró aspectos cotidianos y culturales con títulos como La historia del curri y Cocina mixta japonesa-occidental, que reflejan su interés por las tradiciones culinarias y su estilo de vida.